# Ocellularia bakoensis
Ocellularia bakoensis är en lavart som beskrevs av Nagarkar & Hale 1989. Ocellularia bakoensis ingår i släktet Ocellularia och familjen Thelotremataceae.   Inga underarter finns listade i Catalogue of Life.